# رزم‌یار
| درجه‌های سپاه پاسداران انقلاب اسلامی | درجه‌های سپاه پاسداران انقلاب اسلامی | درجه‌های سپاه پاسداران انقلاب اسلامی |
| نیروها                              | نیروها                              | نیروها                              |
| نیروهای زمینی،هوافضا و قدس          | نیروی دریایی                        |                                     |
| ----------------------------------- | ----------------------------------- | ----------------------------------- |
| ارتشبد پاسدار                       | دریابد پاسدار                       |                                     |
| سپهبد پاسدار                        | دریاسالار پاسدار                    |                                     |
| سرلشکر پاسدار                       | دریابان پاسدار                      |                                     |
| سرتیپ پاسدار                        | دریادار پاسدار                      |                                     |
| سرتیپ دوم پاسدار                    | دریادار دوم پاسدار                  |                                     |
| سرهنگ پاسدار                        | ناوسالار یکم پاسدار                 |                                     |
| سرهنگ دوم پاسدار                    | ناوسالار دوم پاسدار                 |                                     |
| سرگرد پاسدار                        | ناوسالار سوم پاسدار                 |                                     |
| سروان پاسدار                        | ناوسروان پاسدار                     |                                     |
| ستوان یکم پاسدار                    | ناوبان یکم پاسدار                   |                                     |
| ستوان دوم پاسدار                    | ناوبان دوم پاسدار                   |                                     |
| ستوان سوم پاسدار                    | ناوبان سوم پاسدار                   |                                     |
| رزم‌دار یکم پاسدار                   | ناودار یکم پاسدار                   | ناودار یکم پاسدار                   |
| رزم‌دار دوم پاسدار                   | ناودار دوم پاسدار                   | ناودار دوم پاسدار                   |
| رزم‌آور یکم پاسدار                   | ناویار یکم پاسدار                   | ناویار یکم پاسدار                   |
| رزم‌آور دوم پاسدار                   | ناویار دوم پاسدار                   | ناویار دوم پاسدار                   |
| رزم‌آور سوم پاسدار                   | ناویار سوم پاسدار                   | ناویار سوم پاسدار                   |
| رزم‌یار                              | سرناوی                              | سرناوی                              |
| سرباز                               | ناوی                                | ناوی                                |

رزم‌یار درجه‌ای در پرسنل نظامی مختص نیروهای هوایی و زمینی سپاه ایران است که معادل سرجوخه در نیروهای زمینی و هوایی ارتش و سرناوی در نیروی دریایی می‌باشد.

«رزم‌یار» (razmyār) در فرهنگ‌ها به معنای «رزمنده»، «یاری‌کننده در جنگ»؛ (به مجاز) «شجاع» آمده‌است.

## نگارخانه

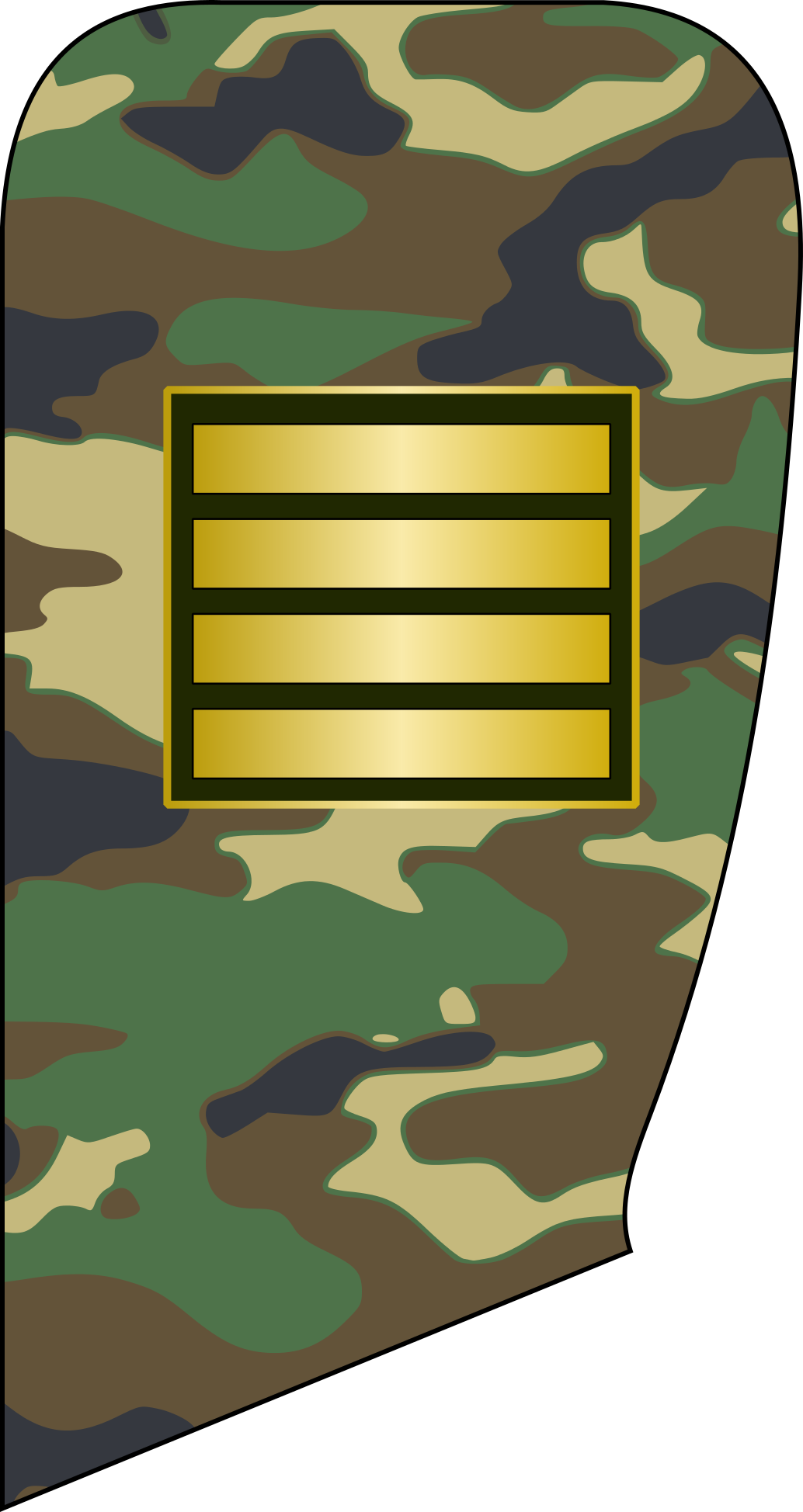
نشان سرجوخه در نیروی زمینی ارتش جمهوری اسلامی ایران (آجا)
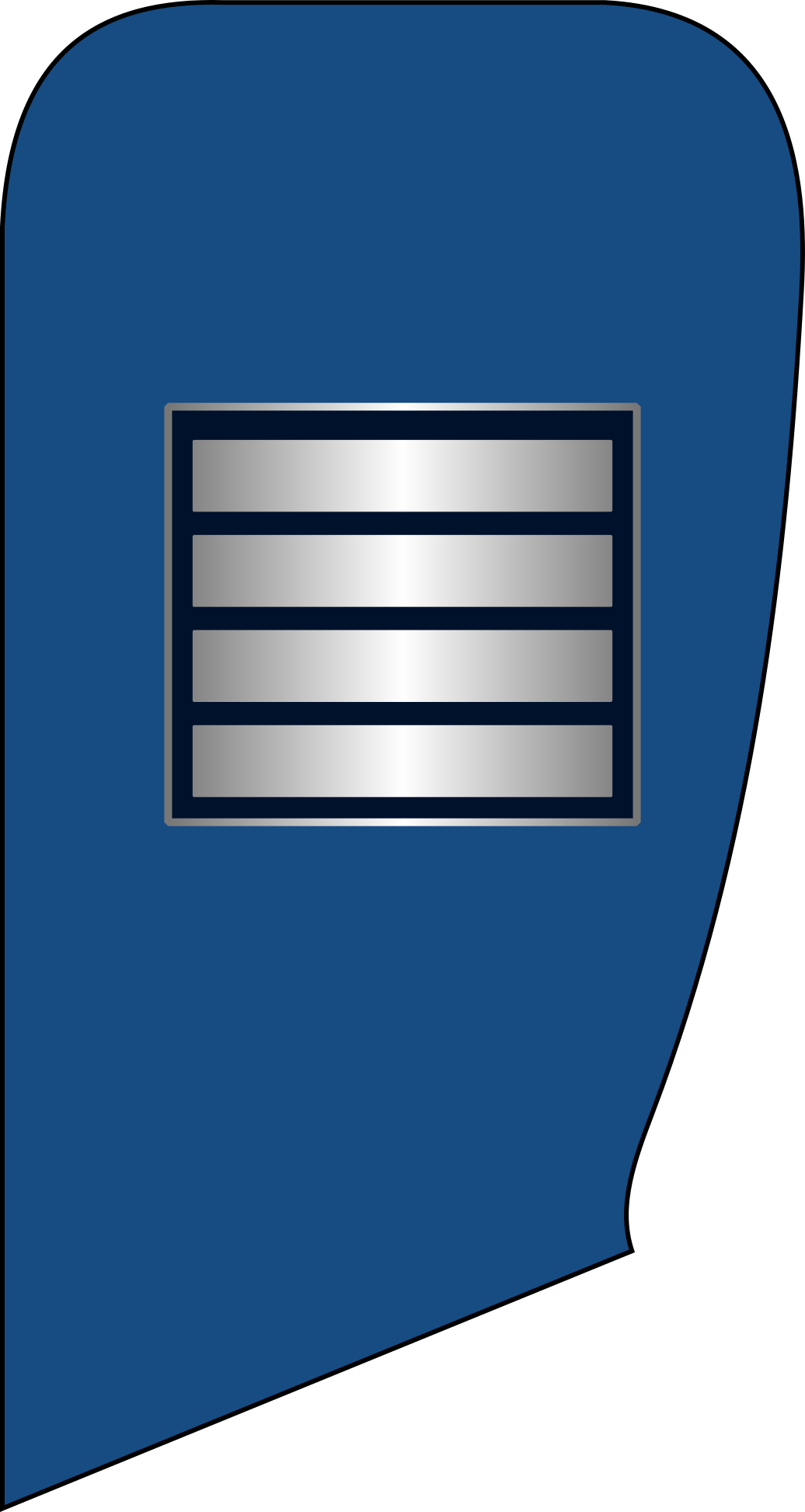
نشان سرجوخه در نیروی هوایی ارتش
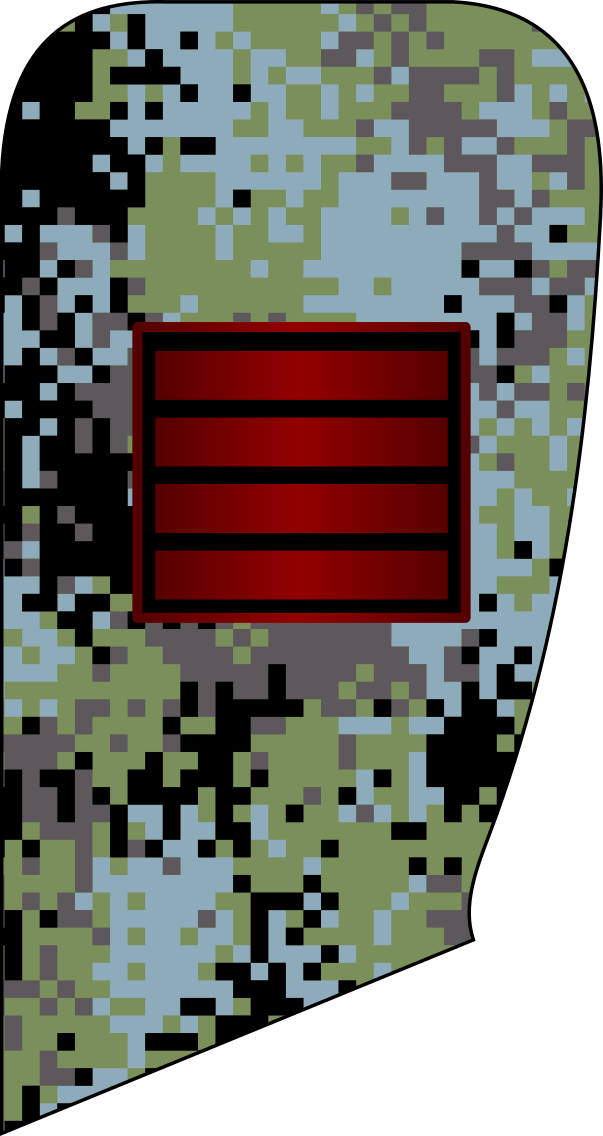
نشان سرناوی (معادل سرجوخه) در نیروی دریایی ارتش
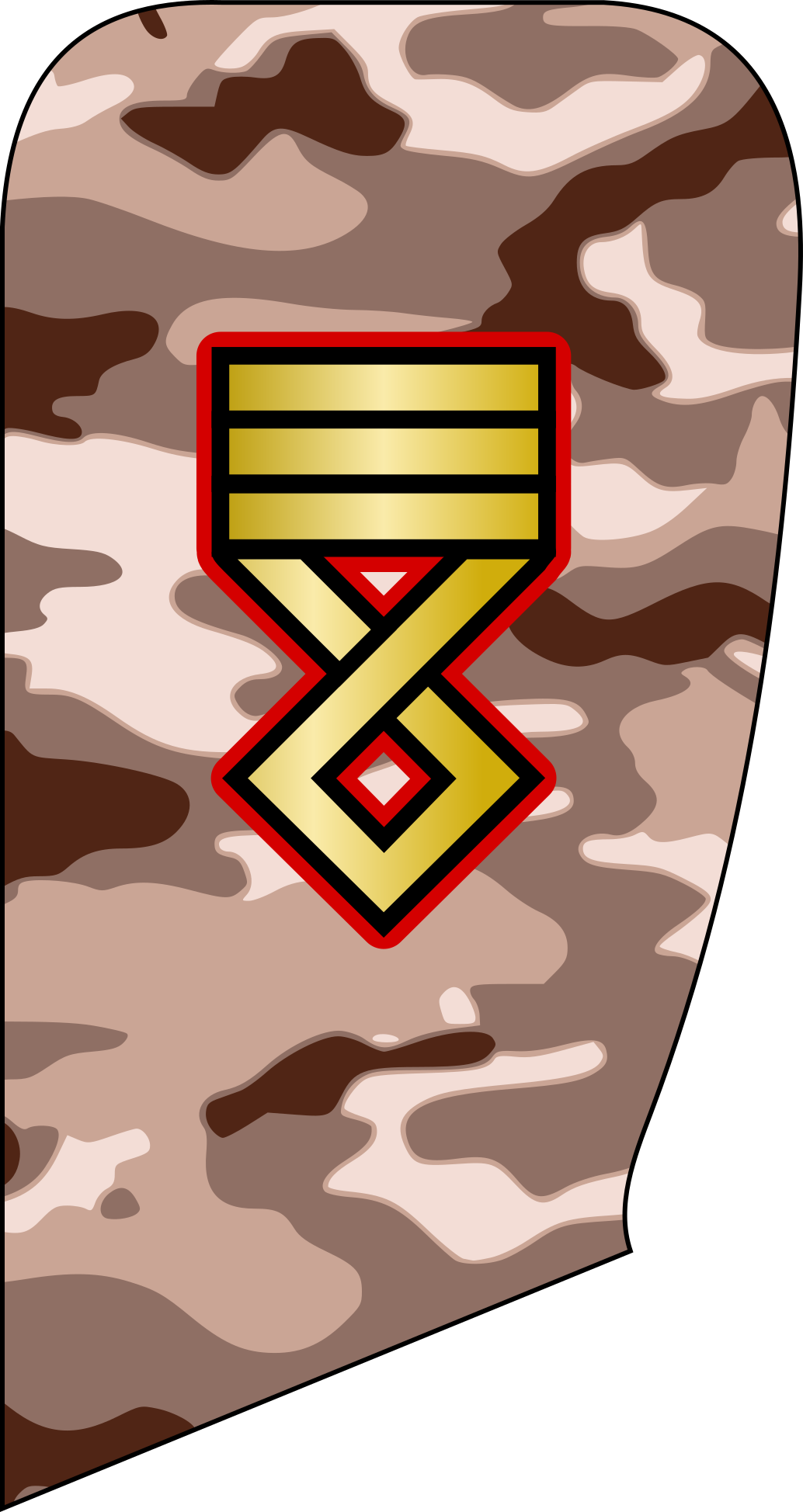
نشان رزم‌یار و سرناوی در نیروی زمینی و نیروی دریایی سپاه پاسداران انقلاب اسلامی
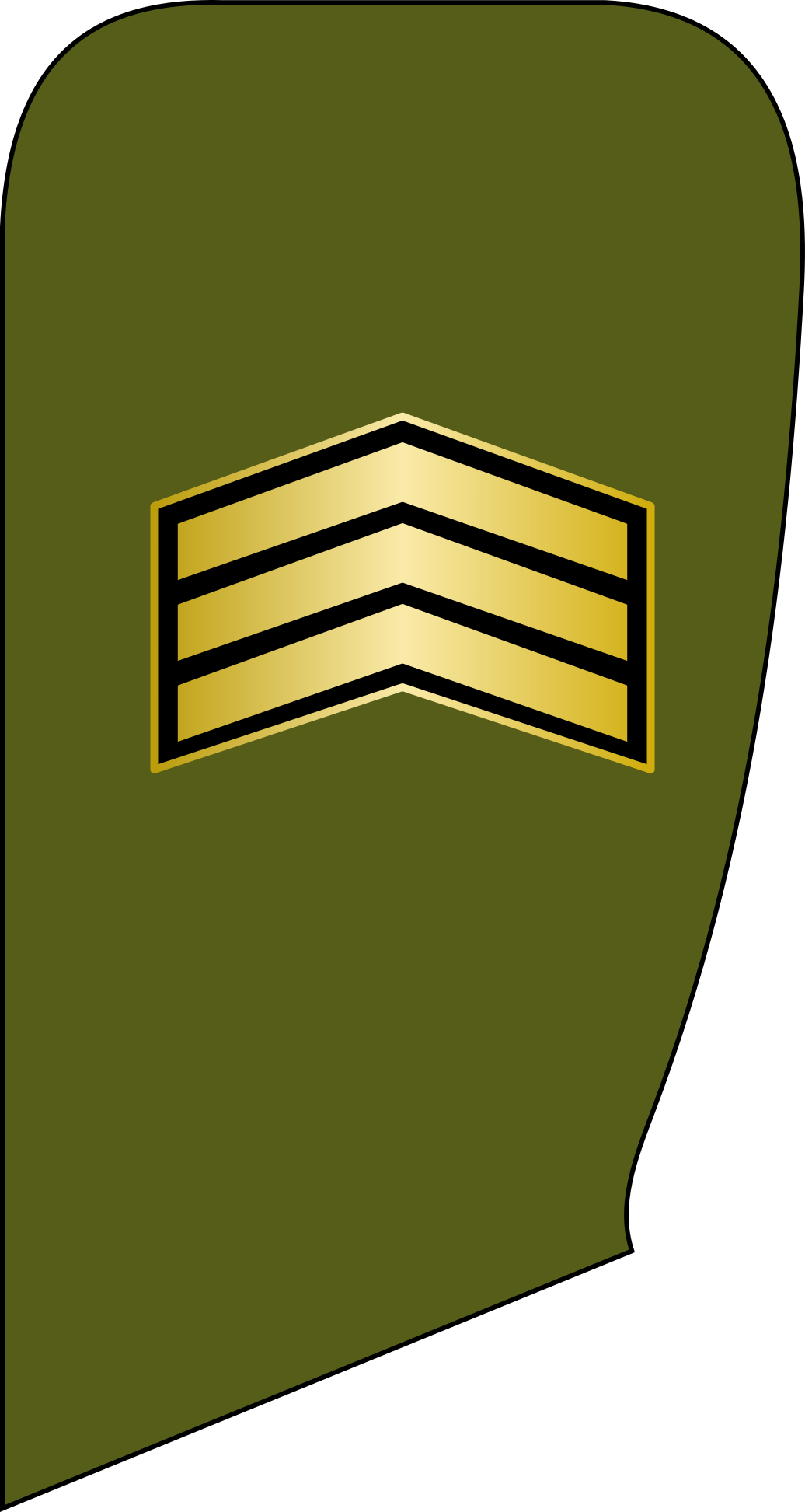
نشان سرجوخه در نیروی انتظامی جمهوری اسلامی ایران (ناجا)
نشان سرجوخه در نیروی زمینی شاهنشاهی ایران